# Guangli, Guangdong
Guangli är ett stadsdelsdistrikt i sydöstra Kina. Det ligger i stadsdistriktet Dinghu i staden Zhaoqing i provinsen Guangdong, omkring 67 kilometer väster om provinshuvudstaden Guangzhou. Antalet invånare är 25 775. Befolkningen består av 12 792 kvinnor och 12 983 män. Barn under 15 år utgör 12,0 %, vuxna 15-64 år 75 %, och äldre över 65 år 11,0 %.